# Palácio dos Estaus
El Palácio dos Estaus o Paço dos Estaus i encara Palácio da Inquisição ('palau dels Estaus' o 'palau de la Inquisició' en portuguès) és com el seu nom indica un palau que va demanar de construir el rei Pere I de Portugal l'any 1449 per tal d'allotjar-hi personatges de la seva pròpia cort, com ara monarques o ambaixadors estrangers, que no tenien residència pròpia. És a Lisboa, prop de la Praça do Rossio (o plaça del Rossio). El palau va ser habitat pel rei Joan III de Portugal. Quan es va donar la Reforma Luterana, el Palau va servir com a seu per a la Inquisició.